# Constantino Urbieta Sosa
Constantino Urbieta Sosa (né le 12 août 1907 à Asuncion au Paraguay, mort le 12 décembre 1983 à Avellaneda, province de Buenos Aires en Argentine) est un joueur international de football argentin et paraguayen.

## Biographie
Il débute en championnat dans le championnat de son pays natal, le Club Nacional, avant de partir en Argentine, où il évolue au CA Tigre, à Godoy Cruz, à San Lorenzo et à l'Estudiantes de Buenos Aires.
En international, il joue tout d'abord pour le Paraguay en 1931. Il évolue ensuite avec l'équipe d'Argentine et participe à la coupe du monde 1934 en Italie.